# Chicago (film)
Chicago är en amerikansk musikalfilm från 2002 i regi av Rob Marshall, baserad på John Kanders och Fred Ebbs scenmusikal med samma titel från 1975. Musikalen är i sin tur baserad på teaterpjäsen från 1926 med samma titel av Maurine Dallas Watkins. Huvudrollerna spelas av Renée Zellweger, Catherine Zeta-Jones, Richard Gere, Queen Latifah och John C. Reilly.
Catherine Zeta-Jones belönades med en Oscar för bästa kvinnliga biroll och Colleen Atwood belönades för bästa kostym. Filmen vann ytterligare fyra Oscar, bland annat en för bästa film. Filmen placerade sig på tolfte plats på listan AFI's Greatest Movie Musicals.

## Handling
Filmen utspelas i Chicago under 1920-talet. Roxie Hart har en dröm att få stå och sjunga och dansa på scen. Den som lever hennes dröm är Velma Kelly. Roxie och Velma hamnar på samma avdelning på ett kvinnofängelse efter att ha dödat sina älskare; Velma har även dödat sin syster Veronica.

## Rollista i urval
- Renée Zellweger - Roxie Hart
- Catherine Zeta-Jones - Velma Kelly
- Richard Gere - Billy Flynn
- Queen Latifah - Matron 'Mama' Morton
- John C. Reilly - Amos Hart
- Lucy Liu - Kitty Baxter
- Taye Diggs - bandledare
- Colm Feore - Martin Harrison
- Christine Baranski - Mary Sunshine
- Dominic West - Fred Casely
- Mýa Harrison - Mona
- Deidre Goodwin - June
- Denise Faye - Annie
- Ekaterina Shchelkanova - Katalin Helinszki
- Susan Misner - Liz
- Clive Saunders - scenchef
- Jayne Eastwood - Mrs. Borusewicz

## Utmärkelser
| Priser och nomineringar | Priser och nomineringar                          | Priser och nomineringar                         | Priser och nomineringar | Priser och nomineringar |
| Utmärkelse              | Kategori                                         | Mottagare                                       | Resultat                |                         |
| ----------------------- | ------------------------------------------------ | ----------------------------------------------- | ----------------------- | ----------------------- |
| Oscar                   | Bästa film                                       | Martin Richards                                 | Vann                    |                         |
| Oscar                   | Bästa kvinnliga biroll                           | Catherine Zeta-Jones                            | Vann                    |                         |
| Oscar                   | Bästa ljud                                       | Michael Minkler, Dominick Tavella och David Lee | Vann                    |                         |
| Oscar                   | Bästa kostym                                     | Colleen Atwood                                  | Vann                    |                         |
| Oscar                   | Bästa scenografi                                 | John Myhre och Gordon Sim                       | Vann                    |                         |
| Oscar                   | Bästa klippning                                  | Martin Walsh                                    | Vann                    |                         |
| Oscar                   | Bästa regi                                       | Rob Marshall                                    | Nominerad               |                         |
| Oscar                   | Bästa kvinnliga huvudroll                        | Renée Zellweger                                 | Nominerad               |                         |
| Oscar                   | Bästa manliga biroll                             | John C. Reilly                                  | Nominerad               |                         |
| Oscar                   | Bästa kvinnliga biroll                           | Queen Latifah                                   | Nominerad               |                         |
| Oscar                   | Bästa manus efter förlaga                        | Bill Condon                                     | Nominerad               |                         |
| Oscar                   | Bästa sång                                       | "I Move On" – John Kander och Fred Ebb          | Nominerad               |                         |
| Oscar                   | Bästa foto                                       | Dion Beebe                                      | Nominerad               |                         |
| Golden Globes           | Bästa film – musikal eller komedi                | Chicago                                         | Vann                    |                         |
| Golden Globes           | Bästa manliga huvudroll – musikal eller komedi   | Richard Gere                                    | Vann                    |                         |
| Golden Globes           | Bästa kvinnliga huvudroll – musikal eller komedi | Renée Zellweger                                 | Vann                    |                         |
| Golden Globes           | Bästa regi                                       | Rob Marshall                                    | Nominerad               |                         |
| Golden Globes           | Bästa kvinnliga huvudroll – musikal eller komedi | Catherine Zeta-Jones                            | Nominerad               |                         |
| Golden Globes           | Bästa manliga biroll                             | John C. Reilly                                  | Nominerad               |                         |
| Golden Globes           | Bästa kvinnliga biroll                           | Queen Latifah                                   | Nominerad               |                         |
| Golden Globes           | Bästa manus                                      | Bill Condon                                     | Nominerad               |                         |
| BAFTA Awards            | Bästa kvinnliga biroll                           | Catherine Zeta-Jones                            | Vann                    |                         |
| BAFTA Awards            | Bästa ljud                                       | Michael Minkler, David Lee och Dominick Tavella | Vann                    |                         |
| BAFTA Awards            | Bästa film                                       | Chicago                                         | Nominerad               |                         |
| BAFTA Awards            | Bästa regi                                       | Rob Marshall                                    | Nominerad               |                         |
| BAFTA Awards            | Bästa kvinnliga huvudroll                        | Renée Zellweger                                 | Nominerad               |                         |
| BAFTA Awards            | Bästa kvinnliga biroll                           | Queen Latifah                                   | Nominerad               |                         |
| BAFTA Awards            | Bästa filmmusik                                  | Danny Elfman                                    | Nominerad               |                         |
| BAFTA Awards            | Bästa foto                                       | Dion Beebe                                      | Nominerad               |                         |
| BAFTA Awards            | Bästa smink                                      | Judi Cooper-Sealy                               | Nominerad               |                         |
| BAFTA Awards            | Bästa kostym                                     | Colleen Atwood                                  | Nominerad               |                         |
| BAFTA Awards            | Bästa scenografi                                 | John Myhre                                      | Nominerad               |                         |
| BAFTA Awards            | Bästa klippning                                  | Martin Walsh                                    | Nominerad               |                         |